# Mogwon-dong
Mogwon-dong (koreanska: 목원동)  är en stadsdel i kommunen Mokpo i provinsen Södra Jeolla i den sydvästra delen av Sydkorea, 310 km söder om huvudstaden Seoul.